# Scaphinotus regularis
Scaphinotus regularis är en skalbaggsart som beskrevs av Leconte 1885. Scaphinotus regularis ingår i släktet Scaphinotus och familjen jordlöpare. Inga underarter finns listade i Catalogue of Life.